# Simon Archer
Simon David Archer (Leamington Spa, 27 de junio de 1973) es un deportista británico que compitió para Inglaterra en bádminton, en las modalidades de dobles y dobles mixto.
Participó en dos Juegos Olímpicos de Verano, obteniendo una medalla de bronce en Sídney 2000, en la prueba de dobles mixtos (junto con Joanne Goode), y el quinto lugar en Atlanta 1996 (dobles).
Ganó dos medallas en el Campeonato Mundial de Bádminton de 1999 y seis medallas en el Campeonato Europeo de Bádminton entre los años 1994 y 2000.

## Palmarés internacional
| Representando al Reino Unido |                          |                   |              |
| Juegos Olímpicos             |                          |                   |              |
| Año                          | Lugar                    | Medalla           | Prueba       |
| 2000                         | Sídney (Australia)       | Medalla de bronce | Dobles mixto |
| Representando a Inglaterra   |                          |                   |              |
| Campeonato Mundial           |                          |                   |              |
| Año                          | Lugar                    | Medalla           | Prueba       |
| 1999                         | Copenhague (Dinamarca)   | Medalla de plata  | Dobles mixto |
| 1999                         | Copenhague (Dinamarca)   | Medalla de bronce | Dobles       |
| Campeonato Europeo           |                          |                   |              |
| Año                          | Lugar                    | Medalla           | Prueba       |
| 1994                         | Den Bosch (Países Bajos) | Medalla de oro    | Dobles       |
| 1996                         | Herning (Dinamarca)      | Medalla de plata  | Dobles mixto |
| 1996                         | Herning (Dinamarca)      | Medalla de bronce | Dobles       |
| 1998                         | Sofía (Bulgaria)         | Medalla de oro    | Dobles       |
| 1998                         | Sofía (Bulgaria)         | Medalla de bronce | Dobles mixto |
| 2000                         | Glasgow (Reino Unido)    | Medalla de bronce | Dobles       |